# Forces armées qatariennes
Les Forces armées qatariennes ou Forces armées qataries sont les forces militaires du Qatar.
Hormis les officiers supérieurs, les forcées armées qatariennes sont presque entièrement composées de soldats étrangers.

## Contexte

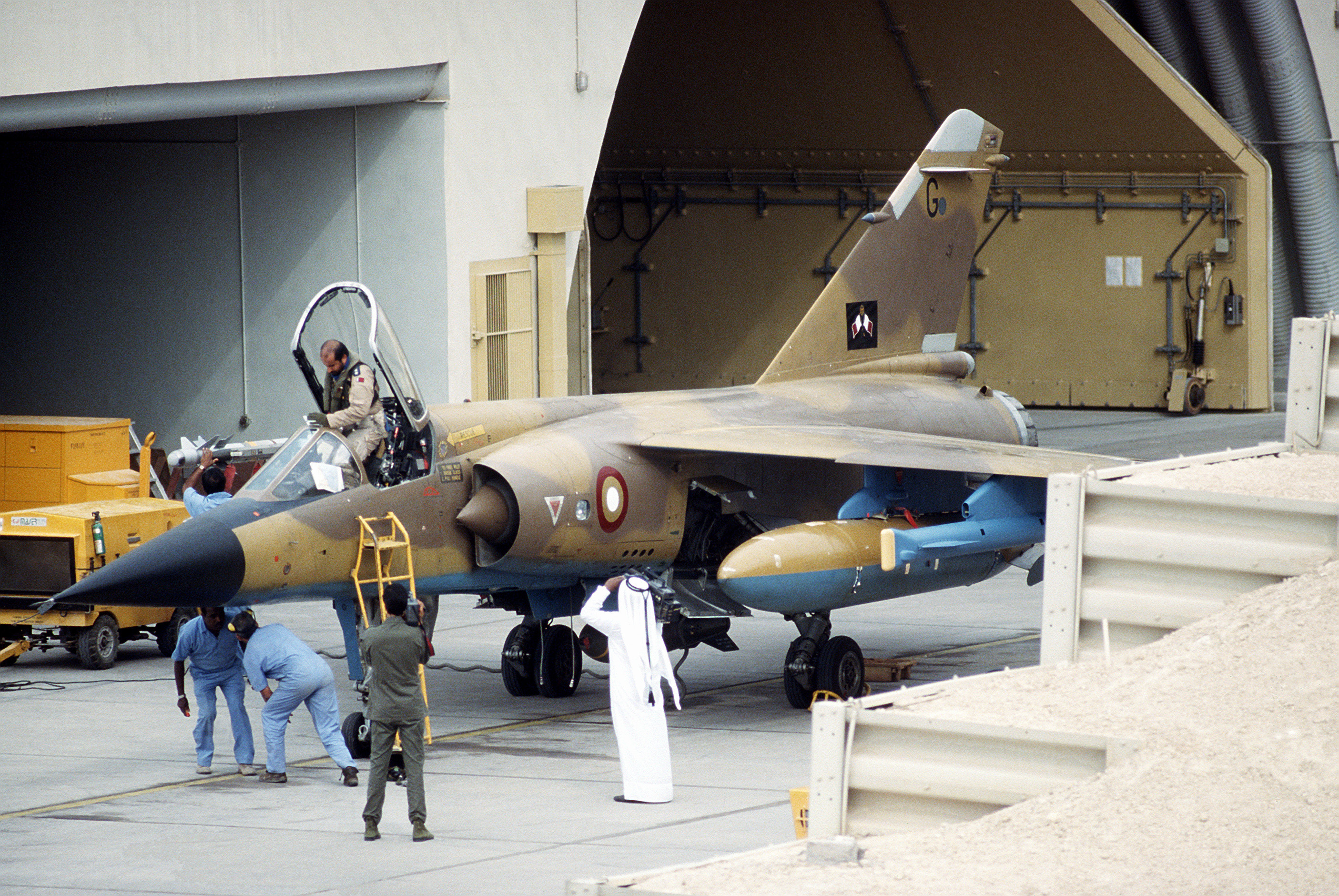
Dassault Mirage F1 qatari durant la guerre du Golfe de 1991.

Le Qatar fait partie du Conseil de coopération du Golfe mais a de très mauvaises relations avec l'Arabie saoudite. Il dispose de traités de coopération ainsi que d'un accord de défense avec la France depuis 1994, et d'accords de coopération avec le Royaume-Uni et les États-Unis. Ces derniers y ont créé un important quartier-général du United States Central Command depuis 2002, installé depuis 2009 dans la base aérienne d'Al Oudeid. En 2017, la Turquie dispose d'un contingent sur place.
Le Qatar possède une base en Érythrée.
Les principales forces aériennes sont basées à l'ancien aéroport international de Doha.

## Historique

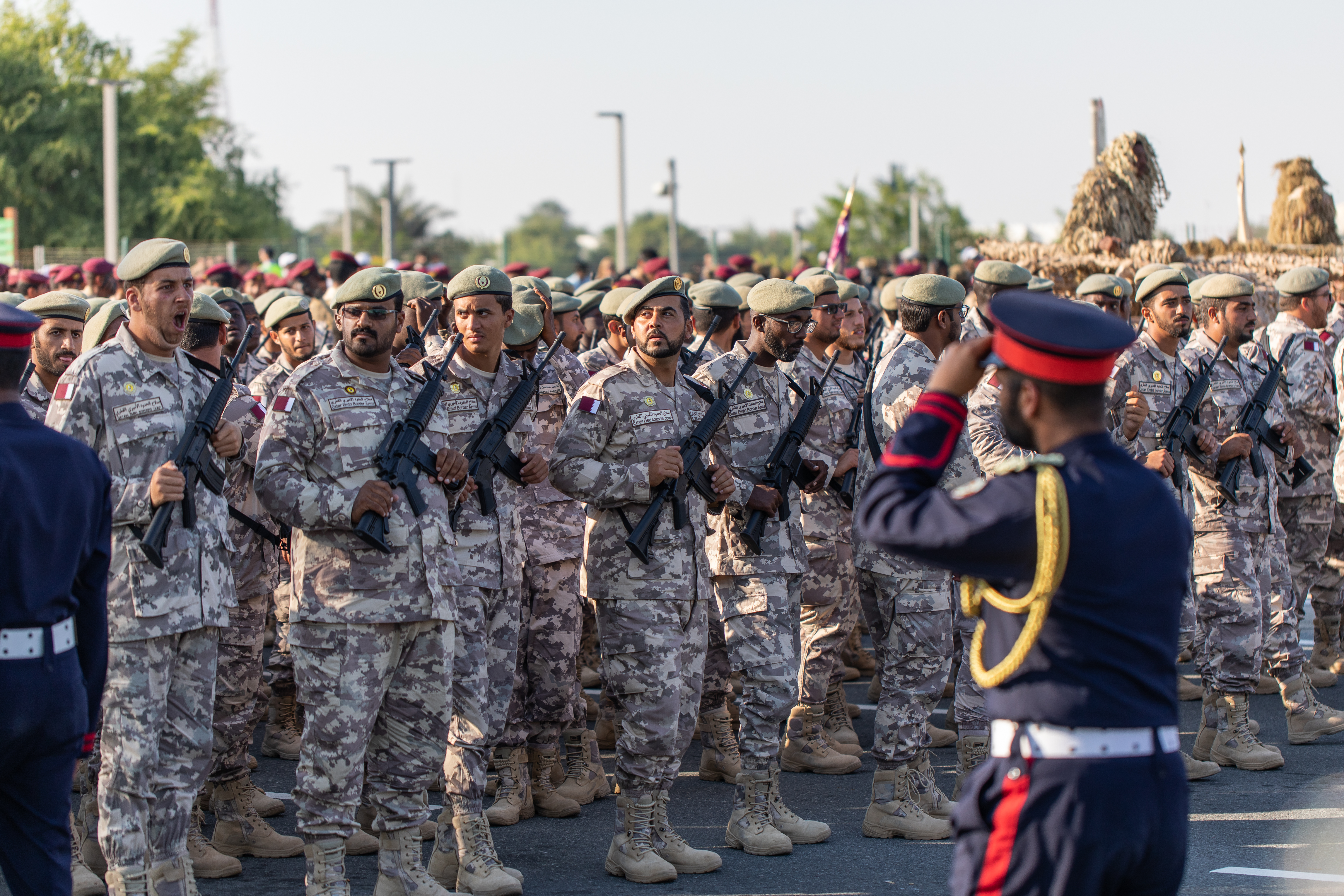
Défilé lors de la fête nationale qatari le 18 décembre 2018.

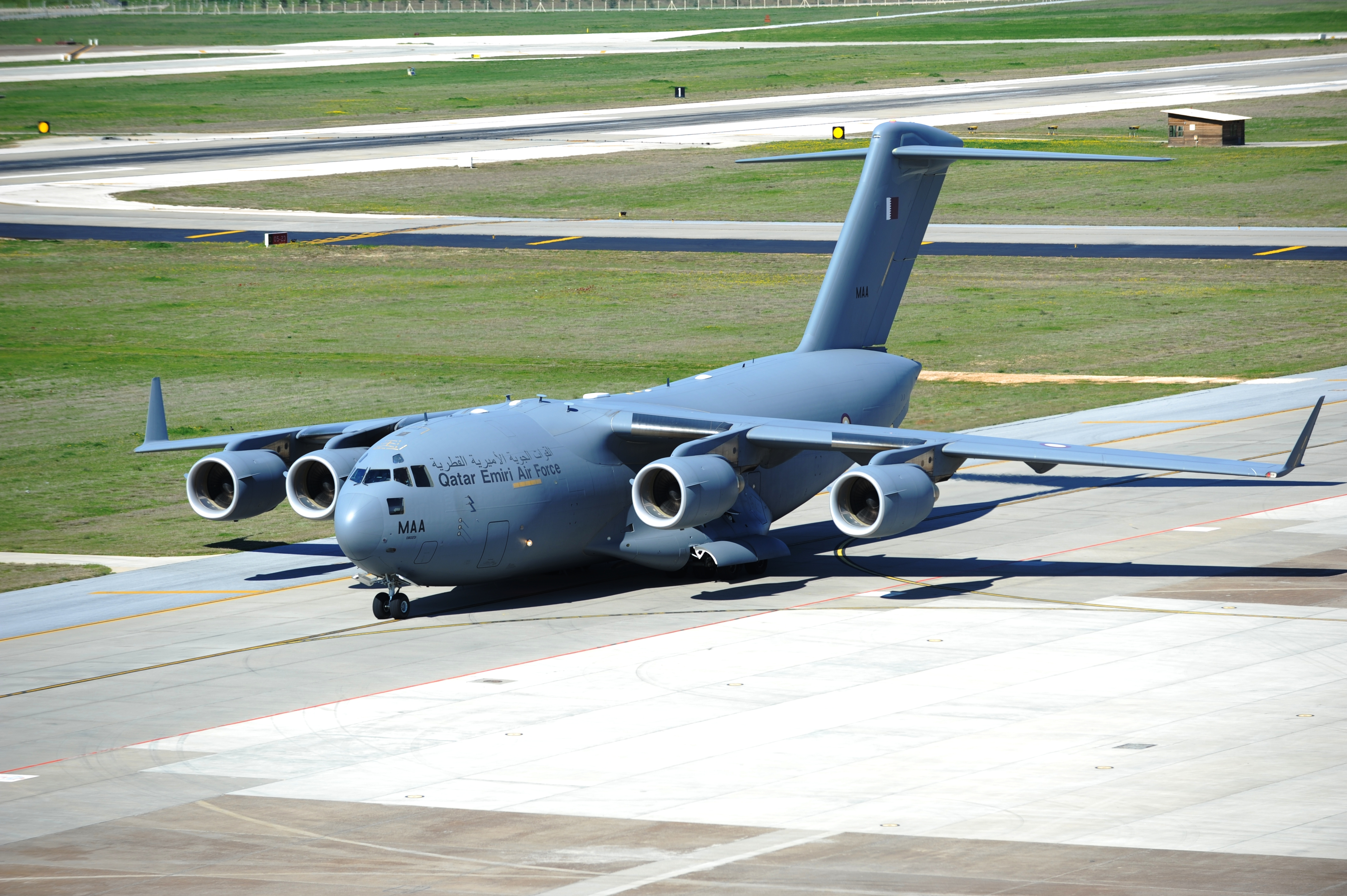
McDonnell Douglas C-17 Globemaster III de l'armée de l'air qatari.

Le Qatar a joué un rôle dans la guerre du Golfe, notamment à la bataille de Khafji (1991).
De juin 2010 à la crise diplomatique de 2017, l'armée disposait d'un contingent d'interposition de 450 hommes à la frontière entre Djibouti et l'Érythrée.
Le Qatar a participé à la mise en place de la zone d'interdiction aérienne lors de l'intervention militaire de 2011 en Libye.
En novembre 2013, un projet de loi rendant la conscription obligatoire pour les hommes, d'une durée limitée à trois mois pour les diplômés, quatre pour les autres, est dévoilé.
Le 4 mai 2015, la France signe un contrat avec le Qatar pour l'acquisition de 24 avions de combat Dassault Rafale,. 
Le 7 décembre 2017, à l'occasion de la visite du président Emmanuel Macron, le Qatar lève l'option d'acquisition de 12 avions supplémentaires, portant le total commandé depuis 2015 à 36 appareils, et pose une nouvelle option sur 36 autres. Avec l'achat de 36 (nombre non confirmé) F-15QA (pour Qatar Advanced) avant l’été et de 24 Eurofighter en octobre 2017, cela fait trois types différents d'avions de combat commandés en deux ans à des nations différentes.
Début avril 2018, il est annoncé que les femmes peuvent effectuer le service militaire.
Les importations d'armes au Qatar ont augmenté de 166 % entre 2013 et 2017 en comparaison de la période 2008-2012.

## Armée de terre
Les Forces terrestres qatariennes disposent, en 2017, de 8 500 hommes, centrés autour d'une brigade blindée. Elle dispose d'une cinquantaine de chars de combat, de 300 véhicules blindés, 91 pièces d'artillerie de divers calibres et depuis 2017 de missiles balistiques à courte portée chinois.

### Véhicules blindés et artillerie

Véhicule blindé NMS 4x4 Yörük utilisé par l’armée de terre du Qatar.

- Chars de combat AMX-30 : 0 (retiré du service)
- Char Leopard 2 : 62 commandés en 2013[14], 16 livrés à partir de 2016[4]
- Missiles balistiques BP-12A
- canons automoteur PzH 2000 : 24[4]
- AMX-10 RC : 12[15]
- Mowag Piranha
- Véhicule de l'avant blindé
- Ejder Yalcin
- Yörük[16]

### Armement individuel
- Sig-Sauer P226
- KCR 556
- HK21
- Browning M2
- FN FAL/FALO
- FN MAG
- FN Minimi

## Force aérienne

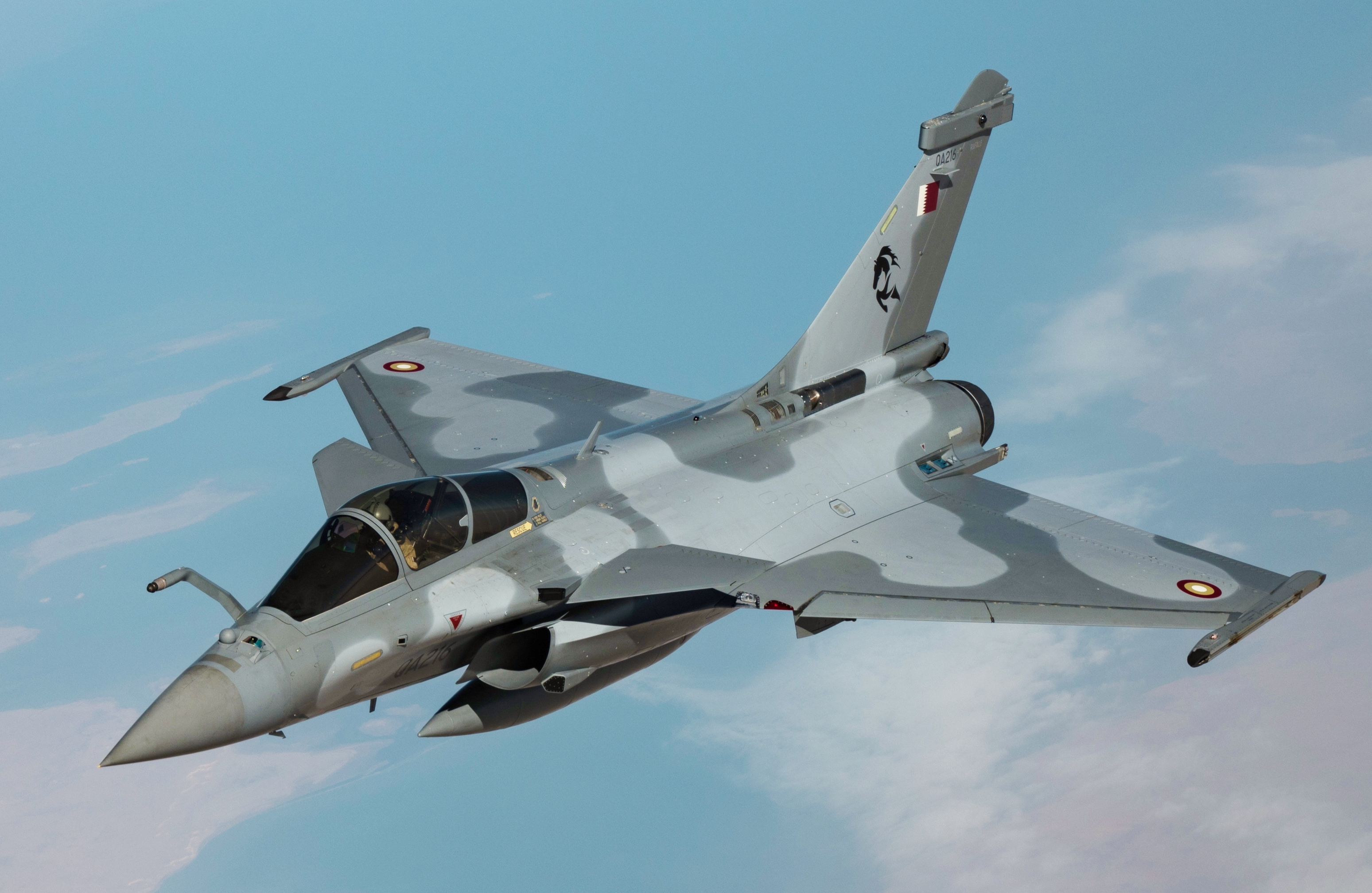
Dassault Rafale de la Qatar Emiri Air Force.

En 2017, l'aviation de combat qatari est relativement réduite avec douze Mirage 2000 et six Alpha Jet en service à cette date. Des commandes pour accroître considérablement sa puissance ont eu lieu.
- Dassault Mirage 2000 : 12, en remplacement de la douzaine de F1
- Alpha Jet : 6 reçus en 1979
- Dassault Rafale : 24 commandés en 2016, 12 autres en 2017
- Eurofighter Typhoon : 24 commandés le 10 décembre 2017 livrable à partir de 2022[17]
- McDonnell Douglas F-15E Strike Eagle : Demande en 2016[18]
- Aérospatiale Gazelle : 14
- Bayraktar TB2 : 6 commandés

## Marine qatarienne

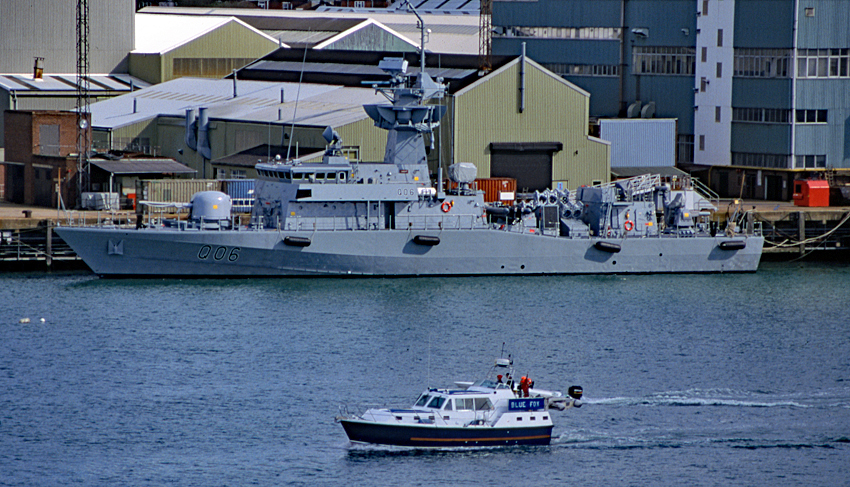
Patrouilleur de la classe Barzan en 1998.

La Marine du Qatar (dite « Marine émirienne du Qatar »), est la composante maritime des forces armées du Qatar. Afin de protéger ses eaux territoriales et le commerce maritime qui transite par le port de Doha (principalement des hydrocarbures), le Qatar s'est doté de forces mobiles et principalement côtières.